# Košak
Košak je priimek v Sloveniji, ki ga je po podatkih Statističnega urada Republike Slovenije na dan 1. januarja 2010 uporabljalo 563 oseb.
- Andrej Košak (*1965), filmski režiser in scenarist
- Boža Košak (1915—1993), ilustratorka, karikaturistka, modna oblikovalka
- Grega (Gregor) Košak (1932—2023), arhitekt in grafični oblikovalec
- Hinko Košak (1916—1994), gledališki in radijski režiser
- Igor Košak (*1947), baletni plesalec in pedagog na Danskem, Nemčiji, Švedskem in Norveškem
- Igor Košak (*1958), teniški igralec
- Jakob Košak (Aldobrand Jakob Koschak) (1759—?), pravnik in strokovni pisec
- Jurij Košak, filmski producent
- Karel Košak (1916—1999), strojnik
- Karin Košak Arzenšek (*1961), arhitektka, gledališka scenografinja in kostumografinja
- Klemen Košak, novinar
- Lojze Košak, igralec, kulturnik (Kostanjevica na Krki)
- Maja Bučar (r. Košak) (*1957), ekonomistka, prof. FDV (mednarodni odnosi)
- Marko Košak, ekonomist, univ. prof. za bančništvo
- Marija Košak Pachler (1794–1855), pianistka, prijateljica Beethovna
- Marija Košak (*1933), geografinja (metodičarka, didaktičarka)
- Milan Košak (1898—1988), gledališčnik, igralec in režiser; častni predsednik Šentjakobskega gledališča
- Miha Košak (1932—2019), metalurg, gospodarstvenik in politik
- Milena Košak Babuder, socialna pedagoginja?
- Miro Košak (1919—2010), zdravnik kardiokirurg
- Nina Košak, modna oblikovalka
- Peter Košak (1943—1993), pesnik v Avstraliji, umrl v Indiji
- Robert Košak, ortoped, kirurg
- Silvin Košak (1942—2022), arheolog, hetitolog, indoevropski jezikoslovec, dopisni član SAZU
- Tanja Soklič Košak, otorinolaringologinja
- Tina Košak (*1980), umetnostna zgodovinarka
- Urban Košak, farmacevt
- Vinko Košak (1903—1942), pesnik in publicist